# Hannes Nelander
Hannes Roberto Nelander, född 24 oktober 1986, är en svensk före detta journalist.
Nelander har ingen regelrätt journalistutbildning utan började sin bana som reporter på TV 4 Uppsala. Efter ett par år där flyttade han  till Stockholm och fick anställning på SVT och nyhetsprogrammet Rapport. 2014 ledde han SVT:s valvaka i samband med Europaparlamentsvalet 2014 tillsammans med Camilla Kvartoft.
Den 1 september 2015 lämnade han SVT för att leda program på Expressen TV.
I januari 2018 började han på Sveriges Radio Uppland i Uppsala.
I november 2021 meddelade Nelander att han lämnar journalistiken. Istället blir han ombudsman för Socialdemokraterna i sin hemstad Uppsala. Nelander berättade även att han som ung varit medlem i SSU, och hoppas på att bli heltidspolitiker i framtiden.